# Germaanse put
De Germaanse Put is een waterput tussen de Gelderse plaatsen Lunteren en Wekerom in de Nederlandse gemeente Ede. De put diende rond 300 voor Christus om de gebruikers van de raatakkers bij het Wekeromse Zand van water te voorzien. De put werd gebouwd om bij het grondwater te kunnen komen. Er werd een kuil gegraven met onderin een uitgeholde boomstam om instorten te voorkomen. De huidige Germaanse Put is een reconstructie, maar op deze locatie is daadwerkelijk hout gevonden dat voor deze put moet zijn gebruikt. Dat hout is dendrochronologisch gedateerd in de IJzertijd.

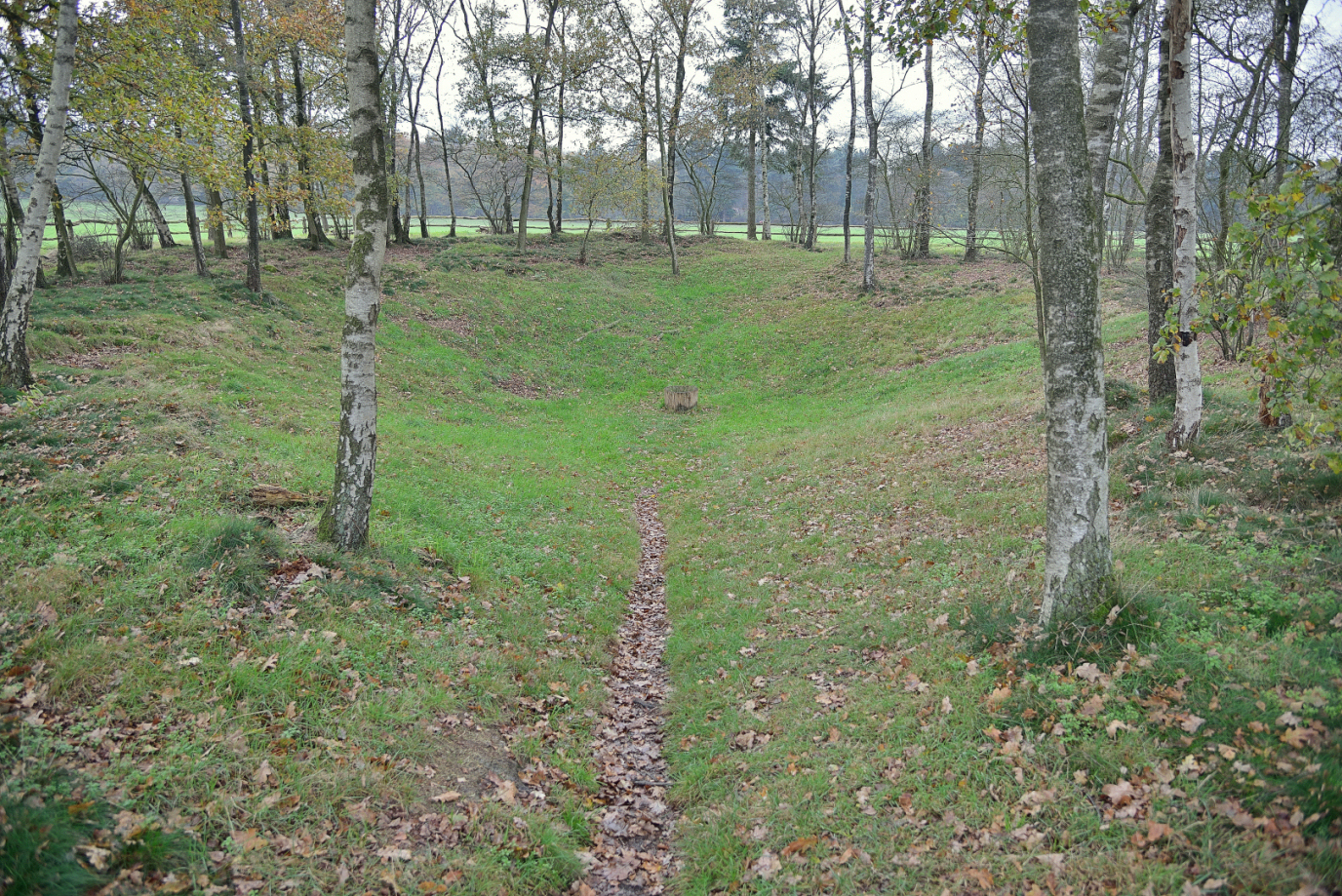
Germaanse Put
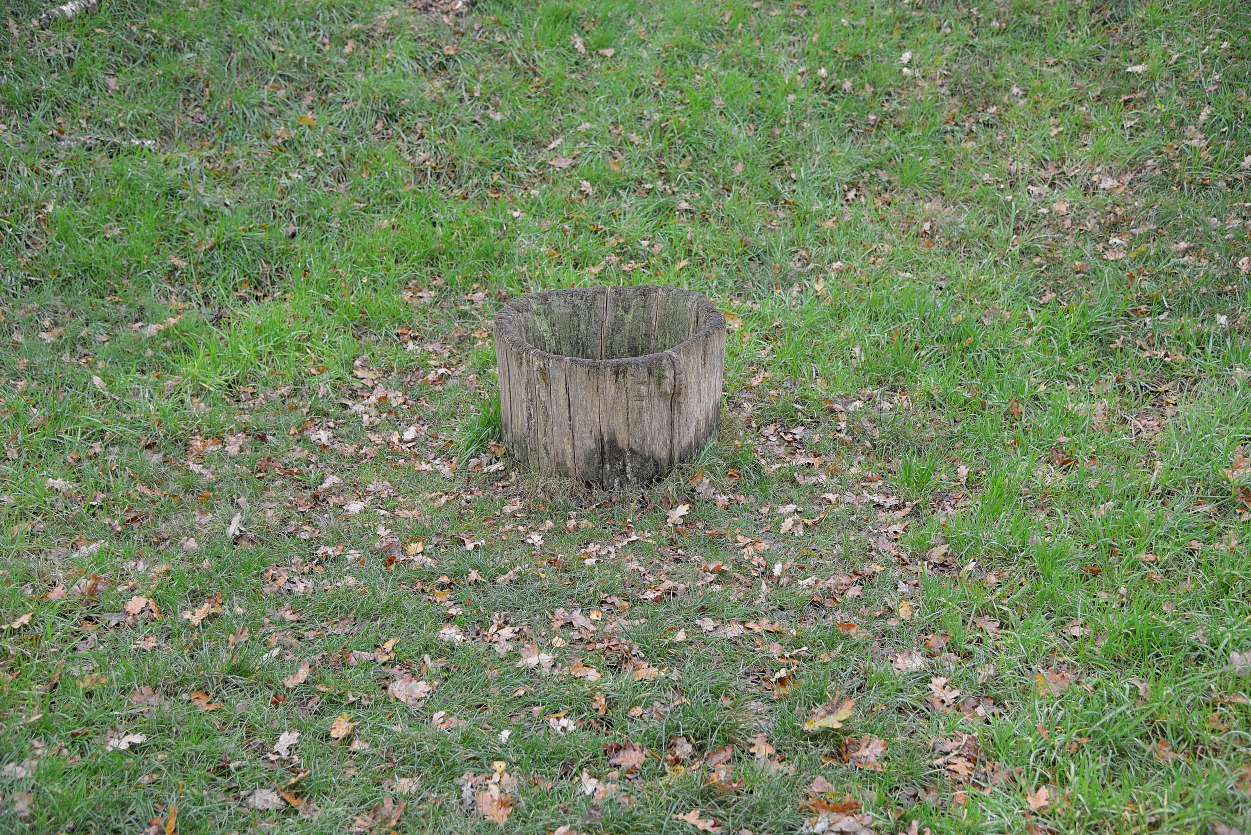
Germaanse Put
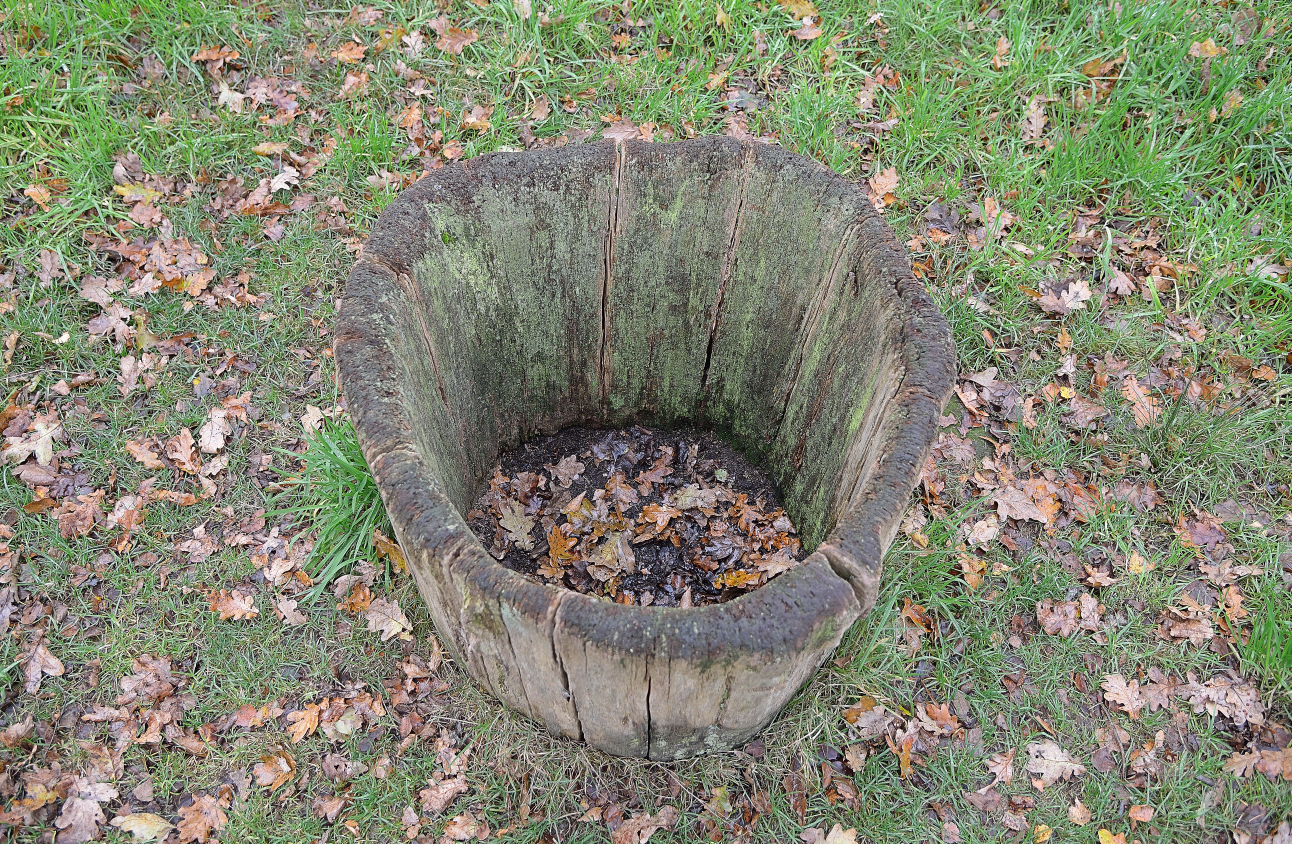
Germaanse Put